# Callitris macleayana
Callitris macleayana là một loài thực vật hạt trần trong họ Cupressaceae. Loài này được F.Muell. F.Muell. mô tả khoa học đầu tiên năm 1860.